# Joris Chotard
Joris Jean-Claude Jacques Chotard (* 24. September 2001 in Orange) ist ein französischer Fußballspieler. Der Mittelfeldspieler steht aktuell beim Erstligisten HSC Montpellier unter Vertrag und ist ehemaliger Jugendnationalspieler.

## Karriere

### Verein
Chotard spielte in den Nachwuchsabteilungen diverser Amateurvereine, bevor er sich im Jahr 2016 der Jugend des HSC Montpellier anschloss. Zur Saison 2019/20 wurde er von Cheftrainer Michel Der Zakarian in den Kader der ersten Mannschaft befördert. Am 10. August 2019 (1. Spieltag) debütierte er bei der 0:1-Heimniederlage gegen Stade Rennes für die erste Mannschaft. Anschließend wurde er einige Spiele lang nicht berücksichtigt, bevor er wieder zu regelmäßigen Einsätzen kam. Am 30. Oktober 2019 erzielte er beim 3:2-Heimsieg im Coupe de la Ligue seinen ersten Treffer. In der Startformation der Paillade festsetzen, konnte er sich dann ab diesem Einsatz und insgesamt absolvierte er in dieser Spielzeit 20 Ligaspiele.

### Nationalmannschaft
Von Oktober 2018 bis April 2019 absolvierte Chotard sieben Länderspiele für die französische U18-Nationalmannschaft. 2019 war er in sechs Spielen für die U19 im Einsatz. Im Oktober 2021 debütierte er für die U21-Nationalmannschaft, mit der er bis Sommer 2023 neun Spiele bestritt und an der U21-Europameisterschaft 2023 teilnahm.